# フレアーホモロジー
数学において、フレアーホモロジー(Floer homology)は、シンプレクティック幾何学や低次元トポロジーの研究に使用される有用なツールである。フレアーホモロジーは、有限次元のモース理論の無限次元の類似として発生した高級な不変量である。アンドレアス・フレアー(Andreas Floer)は、現在はハミルトニアンフレアーホモロジーと呼ばれているフレアーホモロジーの最初のバージョンを導入し、シンプレクティック幾何学のアーノルド予想の証明に使った。フレアーは、これと密接に関連するシンプレクティック多様体のラグランジアン部分多様体の理論を開発した。フレアーは、また、シンプレクティック多様体のラグランジアン部分多様体に密接に関連する理論も開発した。フレアーが第三番目に構成したことは、ヤン・ミルズ汎函数を使い、ホモロジー群を閉 3次元多様体へ関連付けた。これらの理論とそれの適用は、3次元や 4次元トポロジーと同様に、シンプレクティック多様体や接触多様体の現在の研究で、基本的な役割を果たしている。
フレアーホモロジーは、無限次元多様体とその上の実数値函数をある興味深い対象へ結び付けることにより定義される。例えば、シンプレクティック幾何学のバージョンでは、フレアーホモロジーは、シンプレクティック作用汎函数をシンプレクティック多様体の自由ループ空間へ結び付ける。3次元多様体の（インスタントン(instanton)）バージョンでは、3次元多様体上のSU(2)-接続の空間へ結び付ける。おまかに言うと、フレアーホモロジーは、無限次元多様体の上の自然な函数から計算されるモースホモロジーである。この自然な函数は、シンプレクティックな場合は、シンプレクティック作用を持つシンプレクティック多様体の自由ループ空間であり、3次元多様体の場合は、チャーン-サイモンズ汎函数を持つ 3次元多様体上の SU(2)-接続の空間である。大まかには、フレアーホモロジーは、無限次元多様体上の函数のモースホモロジーである。フレアーチェーン複体は、函数の臨界点(critical point)（もしくは、臨界点のある集まりでもよい）で張られるアーベル群から構成される。チェーン複体の微分は、臨界点と臨界点と（従って、臨界点の集まり）を結ぶ函数の勾配の力線の数を数えることにより定義される。このベクトル空間の線型な自己準同型は、2つの臨界点を結ぶ函数の勾配の力線を数えることで定義される。フレアーホモロジーは、このチェーン複体のホモロジーである。
フレアーのアイデアをうまく適用できる状況では、勾配の力線の方程式が、幾何学的解析的に扱いやすい典型的な方程式である。シンプレクティックフレアーホモロジーに対し、ループ空間の中の経路の勾配の力線の方程式は、注目しているシンプレクティック多様体への円筒形(cylinder)（ループの経路の全空間）からの写像のコーシー・リーマンの方程式（の摂動バージョン）であり、解は擬正則曲線(pseudoholomorphic curves)として知られている。従って、グロモフのコンパクト性定理(Gromov compactness theorem)は、微分が well-defined で、二乗が 0 となるので、フレアーホモロジーを定義することができることを示した。インスタントンフレアーホモロジーに対し、勾配の力線の方程式はまさに、実直線と交差する 3次元多様体上のヤン・ミルズ方程式である。

## シンプレクティックフレアーホモロジー
シンプレクティックフレアーホモロジー (SFHと略記する) は、シンプレクティック多様体とその上の非退化なシンプレクティック写像と結びついたホモロジー論である。シンプレクティック写像がハミルトニアンであれば、ホモロジーはシンプレクティック多様体のループ空間（の普遍被覆）の上のシンプレクティック作用の研究から出て来る。SFH はシンプレクティック写像のハミルトニアンイソトピーでは不変である。
ここで、非退化とは、どの固定点でもシンプレクティック写像の微分の固有値には1がないことを意味し、この条件は固定点が孤立していないことを意味する。SFH はそのようなシンプレクティック写像の固定点によって生成される鎖複体のホモロジーである。そこでは微分（写像）が、実直線とシンプレクティック写像のトーラス写像(mapping torus)の直積の中のある擬正則曲線を数え上げる。これ自体は元の多様体よりも2次元大きな次元のシンプレクティック多様体で、概複素構造を適当に選ぶと、その中の穴のあいた（有限エネルギーの）正則曲線は、シンプレクティック写像の固定点に対応する写像トーラスの中のループに漸近的に近づく円筒形の端点を持っている。相対インデックスは固定点のペア毎に定義され、微分（写像）は相対インデックス 1 を持つ正則シリンダーの数を数える。
コンパクト多様体のハミルトニアンシンプレクティック写像のシンプレクティック フレアーホモロジーは、基礎となっている多様体の特異ホモロジーと同型である。このようにして、その多様体のベッチ数の和が、非退化なシンプレクティック写像の固定点の数に対するアーノルド予想の一つのバージョンで予想される下界を意味する。ハミルトニアンシンプレクティック写像の SFH もまた、量子コホモロジーと同値な変形されたカップ積であるパンツペアの積を持っている。積のバージョンでは、完全でないハミルトニアンシンプレクティック写像に対しても存在する。
多様体 M の余接バンドルについて、フレアーホモロジーは非コンパクトであるために、ハミルトニアンの選択に依存している。無限遠点で二乗になっているハミルトニアンに対して、フレアーホモロジーは M の自由ループ空間の特異ホモロジーになっている(このステートメントに対しては、様々なバージョンの証明がある。Viterboによるもの、Salamon-Weberによるもの、Abbondandolo-Schwarzによるもの、Cohenによるもの)。基礎となる多様体のループ空間のホモロジー上の位相的弦理論に対応する余接バンドルのフレアーホモロジーの上の作用素は、さらに複雑になっている。
フレアーホモロジーのシンプレクティックバージョンは、ホモロジカルミラー対称性予想の定式化の中で決定的な方法となっている。

### PSS同型
1996年、S. Piunikhin、D. Salamon、M. Schwarzは、フレアーホモロジーと量子コホモロジー環との間の関係についての結果をまとめ、次のように定式化した。Piunikhin, Salamon & Schwarz (1996)
- 半正なシンプレクティック多様体 (M,ω) のループ空間のフレアーコホモロジー群は、M の通常のコホモロジーと自然に同型となる。ただし、被覆変換に関する適当なノビコフ環とのテンソル積を取るものとする。
- この同型は、フレアーホモロジー上のパンツペアの積を持つ M のコホモロジーの量子カップ積構造と密接に関連する。

上記の半正という条件とシンプレクティック多様体 M がコンパクトであるという条件は、ノビコフ環と、フレアーホモロジーと量子コホモロジーの定義の双方を得るために必要となる。半正という条件は次の3点のことを言う。
- すべてのπ2(M)に属する A と λ ≥ 0 に対して {\displaystyle \langle [\omega ],A\rangle =\lambda \langle c_{1},A\rangle } が成立する (M は単調という)。
- すべてのπ2(M)に属する A に対し、{\displaystyle \langle c_{1},A\rangle =0} が成立する。
- <c1,π2(M)>=NZにより定義される最小チャーン数 N ≥ 0 が n - 2 に等しいかまたは大きい.

シンプレクティック多様体 M の量子コホモロジー群は、通常のコホモロジーとノビコフ環 Λ のテンソル積、つまり、
{\displaystyle QH_{*}(M)=H_{*}(M)\otimes \Lambda }.
と定義できる。このフレアーホモロジーの構成は、M 上の概複素構造の選択とは独立であることも説明するし、モース理論や擬正則曲線の考え方から得られたフレアーホモロジーとの同型も説明できる。ここで、背景としてホモロジーとコホモロジーの間のポアンカレ双対があることに注意が必要である。

## 3次元多様体のフレアーホモロジー
閉じた3次元多様体についての複数のフレアーホモロジーの間には、同値関係があると予想されている。3つのタイプのホモロジー群が互いに同値であり、完全三角性を形成すると予想されている。3次元多様体の結び目は、それぞれの理論のチェイン複体のフィルトレーションを引き起こし、チェインのホモトピータイプが結び目不変量となる。（それらのホモロジーは、組み合わせ的に定義されたコバノフホモロジーと同じような公式の性質を満たす。）
これらのホモロジーは、4次元シンプレクティック多様体のタウベスによるグロモフ不変量と同じように、4次元多様体のドナルドソン不変量やサイバーグ不変量と密接に関連している。3次元ホモロジーをこれらの理論に対応させる微分（写像）は、3次元多様体の交叉 R 上の微分方程式であるヤン・ミルズ理論やサイバーグ・ウィッテン理論やコーシー-リーマン方程式、をそれぞれの解を考えることであることが分かる。3次元多様体のフレアーホモロジーも境界を持つ 4次元多様体の相対的な不変量の対象となるべきで、3次元多様体を境界として張り合わせることで得られる閉 4次元多様体の不変量と、張り合わせる構成により関連付けられる。(これは位相的場の理論の概念と密接に関連する。) ヒーガードフレアーホモロジーに対し、3次元多様体のホモロジーが最初に定義され、後日、閉 4次元多様体の不変量がこの方法で定義された。
3次元多様体のホモロジーの境界を持った 3次元多様体への拡張も存在していて：縫い合わせフレアーホモロジー(Juhasz 2008) や境界を持つフレアーホモロジー(Lipshitz, Ozsvath & Thurston 2008)がある. これらは 2つの境界を持つ3次元多様体の境界に沿った併合として記述される 3次元多様体のフレアーホモロジーの張り合わせ公式により、閉3次元多様体の不変量に関連していると期待されている。
3次元多様体がサイバーグ-ウィッテンの場合に、クロンハイマー(Kronheimer)とムロフカ(Mrowka)の始めた接触構造を持っているとき、3次元多様体のフレアーホモロジーは別なホモロジーの要素を持つことになる。(一つの接触構造を選択すると、埋め込まれた接触ホモロジー(embedded contact homology)（ECHと省略する）が定義される。埋め込まれた接触ホモロジーは、Hutchings (2009)に解説されているので、参照）
これらの理論はすべて、もともと相対的次数を持っていることになり；これらは、SWFについては（2-平面の場のホモトピークラスを割り当てることで）絶対的次数へ持ち上げられ、また ECH については SWF-ECH の同型を使い持ち上げる。

### インスタントンフレアーホモロジー
インスタントンフレアーホモロジーは、フレアー自身により導入され、ドナルドソン理論と結ばれた 3次元多様体の不変量である。これは、3次元多様体のSU(2)-主バンドルの接続の空間上のチャーン・サイモンズ汎函数を使って得られる。チャーン-サイモンズ汎函数の臨界点では、接続が平坦接続となり、力線がインスタントン(Instanton)、つまり実直線と 3次元多様体の交点の上の反自己双対接続となる。フレアーホモロジーのオイラー標数がキャッソン不変量に一致するので、インスタントンフレアーホモロジーはキャッソン不変量の一般化とも考えられる。
フレアーがフレアーホモロジーを導入すると、すぐにドナルドソンはコボルディズム(Cobordism)がこれらの写像を導くということを示した。これが位相的場の理論として知られるようになった構造の最初の例であった。

### サイバーグ-ウィッテンフレアーホモロジー
サイバーグ-ウィッテンフレアーホモロジー、あるいは、モノポールフレアーホモロジーは、spinc構造をもつ 3次元多様体のホモロジー論で、3次元多様体の U(1) 接続を持つサイバーグ-ウィッテン-ディラック方程式のモースホモロジー論とみなすことができる。付帯する勾配の力線の方程式は、実直線と交わる 2次元多様体上のサイバーグ・ウィッテン方程式に対応する。同じことであるが、鎖複体の生成子は、実直線と 3次元多様体の積上の（モノポールと呼ばれる）サイバーグ・ウィッテン方程式の変換不変な解であり、微分はこの 3次元多様体と実直線の積上のサイバーグ・ウィッテン方程式の解の数を数える（解は正と負の無限遠点で不変解へ漸近する）。
サイバーグ-ウィッテンフレアーホモロジーのひとつのバージョンは、厳密にピーター・クロンハイマーとトーマス・ムロフカの単行本 Monopoles and Three-manifolds により厳密に構成された。そこではモノポールフレアーホモロジーであることが分かる。クリフォード・タウベスは、これが埋め込み接触ホモロジーと同型であることを示した。有理数係数ホモロジー 3-球面上のサイバーグ-ウィッテンフレアーホモロジーのもう一つの構成は、Manolescu (2003)とFroyshov (2010)により与えられた。サイバーグ-ウィッテンフレアーホモロジーとモノポールフレアーホモロジーとは、一致すると予想されているが、証明されてはいない。

### ヒーガードフレアーホモロジー
ヒーガードフレアーホモロジー は、ピーター・オズバスとゾルタン・ザボー(Zoltan_Szabo)によるspinc 構造を持つ閉3次元多様体の不変量です。ラグランジアンフレアーホモロジー（後出）と類似した構成を経て、多様体のヒーガード分解と使って構成された。Kutluhan, Lee & Taubes (2010)では、ヒーガードフレアーホモロジーとサイバーグ-ウィッテンフレアーホモロジーが同型であるという証明がアナウンスされた。またColin, Ghiggini & Honda (2011) では、ヒーガードフレアーホモロジーに（逆の向きづけを）プラスしたバージョンと、埋め込まれた接触ホモロジーが同型であることを証明したことがアナウンスされた。
3次元多様体の中の結び目は、ヒーガードフレアーホモロジー群のフィルトレーションを導き、フィルトレーションされたホモとピータイプは強力な結び目不変量で、結び目フレアーホモロジーと呼ばれる。これはアレクサンダー多項式をカテゴリ化(categorification)する。結び目フレアーホモロジーはOzsvath & Szabo (2003)で定義され、またこれとは独立にRasmussen (2003)によっても定義された. 結び目フレアーホモロジーは、結び目種数を識別することがしられている。Manolescu, Ozsvath & Sarkar (2009)は、ヒーガード分解のグリッド図式を用いて、結び目フレアーホモロジーを組み合わせ的に構成した。
結び目上で分岐するS^3の二重被覆のヒーガードフレアーホモロジーは、コバノフホモロジーのスペクトル系列によって、関連付けられる。(Ozsvath & Szabo 2005).
上に｢ハット｣のついたヒーガードフレアーホモロジーは、Sarkar & Wang (2010)で導入された. ｢プラス｣と｢マイナス｣のついたヒーガードフレアーホモロジーと関連するオズバス-ザボー(Ozsvath-Szabo)の4次元多様体不変量は、(Manolescu, Ozsvath & Thurston 2009)に示されているように、組み合わせ的に記述することができる.

### 埋め込まれた接触ホモロジー
ミカエル・ハッチングスによれば、埋め込まれた接触ホモロジーは、(クリフォード・タウベスの仕事である)サイバーグ-ウィッテンフレアーホモロジーの中のとspinc構造の選択に対応する第二ホモロジークラスを持つ3次元多様体の不変量に同型である。また結果として(Kutluhan, Lee & Taubes 2010 と Colin, Ghiggini & Honda 2011) でアナウンスされているが)（向きを逆にした）ヒーガードフレアーホモロジーのプラスバージョンに同型である。タウベスのグロモフ不変量の拡張としてみることが可能でもあるので、この不変量はサイバーグ・ウィッテン不変量と同値であることが知られている。このことは閉じた 4次元シンプレクティック多様体からある非コンパクトなシンプレクティック4次元多様体 (つまり、接触3次元多様体と R との積)へ拡張される. この構成はシンプレクティック場の理論の類似で、閉じたレーブ軌道のある集合により生成され、この微分（写像）がレーブ軌道のある集まりに端点を持つ正則曲線の数を数える；SFT と異なるところは、生成するレーブ軌道の集まりについての技術的な条件と、端点でフレドホルム指数 1 を持つすべての正則曲線を数えないが、「ECH指数」により与えられる移動的な条件も満たすもののみ数える。このことは特に考えている曲線が埋め込まれていることを意味する。
3次元接触多様体は任意の接触形式に対して閉じたレーブ軌道を持つであろうというワインシュタイン予想が、ECH が非自明な多様体で成立する。このことはタウベスにより、ECH 密接に関連するテクニックを使い証明された；この仕事を拡張すると、ECH と SWF の間の同型が得られる。ECH の（うまく定義できる）多くの構成は、この同型に依拠している。(Taubes 2007).
ECH の接触要素は、特に素晴らしい形をしていて：レーブ軌道の空集合に付随するサイクルである。
埋め込まれた接触ホモロジーは、（境界があってもよい）曲面のシンプレクティック写像のトーラス写像を定義するかもしれず、周期フレアーホモロジーとして知られている。ECH は、曲面のシンプレクティック写像のシンプレクティックフレアーホモロジーを一般化する。より一般的には、3次元多様体の安定ハミルトニアン構造の観点から定義されるかもしれない。このことは、接触構造、安定ハミルトニアン構造がゼロにならないベクトル場（レーブベクトル場）を定義することと似ている。ハッチングスとタウベスは、これらに対するワインシュタイン予想の類似、つまりいつでもこれらが閉軌道を持っていることを証明した（ただし、2-トーラスの写像トーラスではない場合とする）。

## ラグランジアン交叉フレアーホモロジー
シンプレクティック多様体の 2つの横断的に交差するラグラジェ部分多様体のラグラジアンフレアーホモロジーは、2つの部分多様体の交叉する点により生成される鎖複体のホモロジーで、その微分は擬正則的なホイットニーディスクの数を数える.
シンプレクティック多様体の3つのラグランジュ部分多様体 L0, L1, と L2 が与えられると、ラグラジアンフレアーホモロジー上の積構造があり：
{\displaystyle HF(L_{0},L_{1})\otimes HF(L_{1},L_{2})\rightarrow HF(L_{0},L_{2}),}
これが正則三角形を数えることで定義される(すなわち、頂点と辺をもつ三角形の正則写像は、適当な交叉点とラグランジュ部分多様体へ写像される）。
この問題についての論文は、深谷, Oh, 小野, と太田によっていて；最近のラロンデとコルニートの｢クラスタホモロジー｣が別のアプローチを提供しています。ラグランジュ部分多様体のペアに対していつでもこの方法が適用でないが、ハミルトニアンイソトピーを使うと、この問題を解消することができる。
フレアーホモロジーのいくつかの種類は、ラグランジアンフレアーホモロジーの特別な場合である。Μ のシンプレクティック同相のシンプレクティックフレアーホモロジーは、ラグランジアンフレアーホモロジーの一種と考えることができる。そこでは、周囲の多様体が M であり M と交差し、ラグランジアン部分多様体はシンプレクティック同相の対角とグラフである。ヒーガードフレアーホモロジーは、3次元多様体のヒーガード分解を使い定義された総実部分多様体のラグランジアンフレアーホモロジーの変形を基礎としている。ザイデル・スミスとマノレスクは絡み目不変量をラグランジアンフレアーホモロジーとして構成し、コバノフホモロジーが組み合わせ的に定義された絡み目不変量に一致すると予想した。

### アティヤ-フレアー予想
アティヤ-フレアー予想はインスタントンフレアーホモロジーとラグラジアン交叉フレアーホモロジーを結び付けます：曲面 {\displaystyle \Sigma } に沿ってヒーガード分解を持つ3次元多様体 Y を考えます。するとゲージ同値を法とした平坦接続の空間は、次元が6g − 6のシンプレクティック多様体である。ここの g は曲面 {\displaystyle \Sigma }の種数である. ヒーガード分解では、{\displaystyle \Sigma } は2つの異なる3次元多様体の共通の境界で；境界をもった3次元多様体の上のゲージ同値を法とした平坦接続の空間 (同じことだが、各々の3次元多様体へ拡張した {\displaystyle \Sigma } の上の接続の空間) が {\displaystyle \Sigma }の上の接続の空間のラグランジュ部分多様体である。このようにして、これらのラグラジアンフレアーホモロジーができる。代わりに、3次元多様体 Y のインスタントンフレアーホモロジーを考えることもできる。アティヤ-フレアー予想とは、これら2つが同型であろうということを述べている。Salamon & Wehrheim (2008) はこの予想を証明するためのプログラムを提示している。

### ミラー対称性との関係
マキシム・コンツェビッチの提出したホモロジカルミラー対称性予想は、カラビ-ヤウ多様体 {\displaystyle X} のラグランジュ部分多様体のフレアーホモロジーと、ミラーとなっているカラビ-ヤウ多様体の上の連接層の Ext群との間の同値性を予想する。この状況下では、フレアーホモロジーではなく、フレアーチェーン群が焦点化される。同様にパンツペアの積へ、擬正則的なn-面体を使い多重な複体に構成することができる。これらの複体は {\displaystyle A_{\infty }}-関係を満たし、シンプレクティック多様体の中のすべての（障害のない）ラグランジュ部分多様体のカテゴリから、{\displaystyle A_{\infty }}-カテゴリへの写像がある。これは深谷圏と呼ばれる。
さらに詳しくは、ラグラジアンというとき、次数付きであることとspin構造をデータとして加える必要がある。これらの構造を選んだラグラジアンは、元となっている物理へ敬意を表して、メンブレーン (M-理論)と呼ばれる。ホモロジカルミラー対称性予想は、カラビ-ヤウ多様体 {\displaystyle X} の深谷圏と、ミラーペアの連接層の導来圏のDG-圏の間に、互いに森田同値があることを言っている。

## シンプレクティック場の理論 (SFT)
シンプレクティック場の理論（SFTと略す）は、接触多様体とそれらの間のシンプレクティックコボルディズムで、元はヤコフ・エリアシュバーグ, アレクサンダー・ギベンタールとヘルムート･ホーファーによっている. このシンプレクティック場の理論は、部分複体、有理的シンプレクティック場の理論と接触ホモロジーからなり、微分代数のホモロジーとして定義され、選ばれた接触形式レーブベクトル場の閉じたレーブ軌道により生成されます。微分（写像）は、接触多様体の上の円筒の中にあのある正則曲線の数を数える。そこでの自明な例は、閉じたレーブ軌道の上の（自明）な円筒の分岐被覆となっている。さらにこれは、円筒形、あるいは線型接触ホモロジーと呼ばれる線型ホモロジーを意味している(時々、記号の混乱ですが、単に接触ホモロジーとも言われる)。このチェーン群は閉じた軌道により生成されたベクトル空間で、微分（写像）は正則な円筒のみを数える。しかし、円筒形接触ホモロジーは、正則ディスクの存在のためにいつも定義されるとは限らない。円筒形接触ホモロジーが意味を持つような状況下では、ループをループ上のアルファ（交叉）を作る自由ループ空間の上の作用汎函数の（少し変形した）｢モースホモロジー」としてみなすことができるかもしれなし。レーブの軌道は、この汎函数の臨界点である。
SFT は、相対接触ホモロジーとして知られる接触多様体のルジャンドル部分多様体の相対不変量も導く。SFT の生成子はレーブコードで、レーブコードとはラグランジアン上に始点と終点を持つレーブベクトル場の軌跡のことで、その微分は与えられたレーブコードに近似する終点を持つ接触多様体のシンプレクティック化である正則な帯状領域の数を数える。
SFT では、接触多様体はシンプレクティック写像をもつシンプレクティック多様体の写像トーラスに置き換えることができます。円筒形接触ホモロジーはうまく定義でき、シンプレクティック写像のべきのシンプレクティックフレアーホモロジーによって与えられるが、（有理）シンプレクティック場の理論と接触ホモロジーは、一般化されたシンプレクティックフレアーホモロジーと考えることができる。しかし、シンプレクティック写像が時間依存のハミルトニアンの時間が一定という重要な場合では、これらの高次の不変量はこれ以上の情報をもってはいないことが示されている。

## フレアーホモトピー
いくつかの対象のフレアーホモロジーを構成する考えられる方法の一つは、通常のホモロジーが求めるフレアーホモロジーとなっている関連するホモトピー論のスペクトルを構成することではないでしょうか。他のホモロジー論をそのようなスペクトルに適用することは、他の興味深い不変量へ結び付くかもしれない。この戦略は、ラルフ・コーヘン, ジョン・ジョーンズ, とグラミエ・セーガルにより提案され、Manolescu (2003) によりサイバーグ-ウィッテンフレアーホモロジーのある場合に実現され、コーヘンにより余接バンドルのフレアーホモロジーに対して実現された。

## 解析的基礎
これらのフレアーホモロジーの多くは完全で厳密に構成されているわけではなく、多くの同値関係が予想はされているものの、証明されてはいない。テクニカルな困難は、擬正則曲線のコンパクト化は、解析の中にある。ホーファーは、クリス・ウィスコスキ(Kris Wysocki) とエドゥアルド・ゼンダー(Eduard Zehnder)の協力を得て、「高次元多様体」の理論と「一般化されたフレドホルム理論」を経て、新しい解析的な基礎を開発している。高次元多様体のプロジェクトは未だに完全ではないが、横断性がより簡単な方法を使って示された重要なケースがある。

## 計算
フレアーホモロジーは、明確な計算をすることが一般には困難で、例えば、全つの曲面のシンプレクティック写像のシンプレクティックフレアーホモロジーが完成したのは、2007年であった。ヒーガードフレアーホモロジーには、この考え方から大きな成功への道がある；研究者たちは様々たクラスの3次元多様体のホモロジーを計算するために、代数的な構造を開拓しているし、実際に理論の多くの計算の組み合わせ的なアルゴリズムを見つけた。このことは既存の不変量や構造へ結び付けると同時に、3次元多様体のトポロジーへの多くの見方を生みだしてきた。

## 日本語化にあたっての脚注
1. ↑  コボルディズムのパンツ分解の積のことであり、位相的場の理論の公理的な取り扱いで重要な役割を果たします
2. ↑  サイバーグ・ウィッテン・ゲージ理論（英語版）
3. ↑  コーシー-リーマン方程式と擬正則曲線の定義式との関係は、古典的擬正則曲線のコーシー-リーマンの方程式との類似(Analogy with the classical Cauchy-Riemann equations)に、擬正則曲線（英語版）の記載がある。
4. ↑  英語版では、"Floer Homology"にリンクが張られてるが記載がないので、記載のある文献を上げる。
5. ↑  2次元平面上へ結び目を射影して、平面の上で格子を描き、格子との交点に符号を与えて、結び目不変量を求める組み合わせ的手法のこと
6. ↑  クラスタホモロジーとは、ディスクが非局所的に余次元1でバブルになるので、代数的にモデリングすることが困難になる点を、モースフローを次のように拡張することで、克服する方法です。擬正則ディスクのモジュライ空間をラグランジュ部分多様体の上のモース函数を、負のグラジエントフローまで拡張すると、クラスタ化されたモジュライ空間ができます。これらをコンパクト化すると、次数付きの可換微分代数ができ、このホモロジーがクラスタホモロジーと呼ばれている。
7. ↑  ゲージ理論。
8. ↑  DG-圏は、Differentail Graded Categoryの訳語である。
9. ↑  コンパクト化(compactification)の意味は、数学と物理（弦理論）では異なっている。ここでは、数学側の意味へリンクをはっている。物理側（特に弦理論）はコンパクト化 (物理学)である。

### 書籍とサーベイ
- Michael Atiyah (1988). “New invariants of 3- and 4-dimensional manifolds”. Proceedings of Symposia in Pure Mathematics. Proceedings of Symposia in Pure Mathematics 48:  285–299. doi:10.1090/pspum/048/974342. ISBN 9780821814826.
- Augustin Banyaga; David Hurtubise (2004). Lectures on Morse Homology. Kluwer Academic Publishers. ISBN 1-4020-2695-1
- Simon Donaldson; M. Furuta; D. Kotschick (2002). Floer homology groups in Yang-Mills theory. Cambridge Tracts in Mathematics. 147. Cambridge University Press. ISBN 0-521-80803-0
- David A. Ellwood, Peter S. Ozsváth, András I. Stipsicz, Zoltán Szabó, eds (2006). Floer Homology, Gauge Theory, And Low-dimensional Topology. Clay Mathematics Proceedings. 5. Clay Mathematics Institute. ISBN 0-8218-3845-8
- Peter Kronheimer; Tomasz Mrowka (2007). Monopoles and Three-Manifolds. Cambridge University Press. ISBN 978-0-521-88022-0
- Dusa McDuff; Dietmar Salamon (1998). Introduction to Symplectic Topology. Oxford University Press. ISBN 0-19-850451-9
- Dusa McDuff (2005). “Floer theory and low dimensional topology”. Bulletin of the American Mathematical Society 43:  25–42. doi:10.1090/S0273-0979-05-01080-3. MR2188174.
- Matthias Schwarz (1993). Morse Homology. Birkhäuser
- 深谷賢治　シンプレクティック幾何学　岩波書店　1999.

### 研究論文
- Colin, Vincent; Ghiggini, Paolo; Honda, Ko (2011). “Equivalence of Heegaard Floer homology and embedded contact homology via open book decompositions”. PNAS 108 (20):  8100–8105. doi:10.1073/pnas.1018734108.
- Floer, Andreas (1988). “The unregularized gradient flow of the symplectic action”. Comm. Pure Appl. Math. 41 (6):  775–813. doi:10.1002/cpa.3160410603.
- (1988). “An instanton-invariant for 3-manifolds”. Comm. Math. Phys. 118 (2):  215–240. Bibcode: 1988CMaPh.118..215F. doi:10.1007/BF01218578. Project Euclid
- (1988). “Morse theory for Lagrangian intersections”. J. Differential Geom. 28 (3):  513–547. MR965228.
- (1989). “Cuplength estimates on Lagrangian intersections”. Comm. Pure Appl. Math. 42 (4):  335–356. doi:10.1002/cpa.3160420402.
- (1989). “Symplectic fixed points and holomorphic spheres”. Comm. Math. Phys. 120 (4):  575–611. Bibcode: 1988CMaPh.120..575F. doi:10.1007/BF01260388.
- (1989). “Witten's complex and infinite dimensional Morse Theory”. J. Diff. Geom. 30:  202–221.
- Frøyshov, Kim A. (2010). “Monopole Floer homology for rational homology 3-spheres”. Duke Math. J. 155 (3):  519–576. arXiv:0809.4842. doi:10.1215/00127094-2010-060.
- Gromov, Mikhail (1985). “Pseudo holomorphic curves in symplectic manifolds”. Inventiones Mathematicae 82 (2):  307–347. Bibcode: 1985InMat..82..307G. doi:10.1007/BF01388806.
- Hofer, Helmut; Wysocki, Kris; Zehnder, Eduard (2007). “A General Fredholm Theory I: A Splicing-Based Differential Geometry”. J. Eur. Math. Soc. 9 (4):  841–876. arXiv:math.FA/0612604. Bibcode: 2006math.....12604H. doi:10.4171/JEMS/99.
- Juhász, András (2008). “Floer homology and surface decompositions”. Geometry & Topology 12 (1):  299–350. doi:10.2140/gt.2008.12.299.
- Kutluhan, Cagatay; Lee, Yi-Jen; Taubes, Clifford Henry (2010). "HF=HM I: Heegaard Floer homology and Seiberg–Witten Floer homology". arXiv:1007.1979 [math.GT]。
- Lipshitz, Robert; Ozsváth, Peter; Thurston, Dylan (2008). "Bordered Heegaard Floer homology: Invariance and pairing". arXiv:0810.0687 [math.GT]。
- Manolescu, Ciprian (2003). “Seiberg–Witten–Floer stable homotopy type of three-manifolds with b1 = 0”. Geom. Topol. 7:  889–932. arXiv:math/0104024. doi:10.2140/gt.2003.7.889.
- Manolescu, Ciprian; Ozsvath, Peter S.; Sarkar, Sucharit (2009). “A combinatorial description of knot Floer homology”. Ann. of Math. 169 (2):  633–660. arXiv:math/0607691. Bibcode: 2006math......7691M. doi:10.4007/annals.2009.169.633.
- Manolescu, Ciprian; Ozsváth, Peter; Thurston, Dylan (2009). "Grid diagrams and Heegaard Floer invariants". arXiv:0910.0078 [math.GT]。
- Ozsváth, Peter; Szabo, Zoltán (2004). “Holomorphic disks and topological invariants for closed three-manifolds”. Ann. of Math. 159 (3):  1027–1158. arXiv:math/0101206. Bibcode: 2001math......1206O. doi:10.4007/annals.2004.159.1027.
- ; Szabo (2004). “Holomorphic disks and three-manifold invariants: properties and applications”. Ann. Of Math. 159 (3):  1159–1245. arXiv:math/0105202. Bibcode: 2001math......5202O. doi:10.4007/annals.2004.159.1159.
- Ozsváth, Peter; Szabó, Zoltán (2003). "Holomorphic disks and knot invariants". arXiv:math.GT/0209056。
- Ozsváth, Peter; Szabo, Zoltán (2005). “On the Heegaard Floer homology of branched double-covers”. Adv. Math. 194 (1):  1–33. arXiv:math.GT/0209056. Bibcode: 2003math......9170O. doi:10.1016/j.aim.2004.05.008.
- Rasmussen, Jacob (2003). "Floer homology and knot complements". arXiv:math/0306378。
- Salamon, Dietmar; Wehrheim, Katrin (2008). “Instanton Floer homology with Lagrangian boundary conditions”. Geometry & Topology 12 (2):  747–918. arXiv:math/0607318. doi:10.2140/gt.2008.12.747.
- Sarkar, Sucharit; Wang, Jiajun (2010). “An algorithm for computing some Heegaard Floer homologies”. Ann. of Math. 171 (2):  1213–1236. arXiv:math/0607777. doi:10.4007/annals.2010.171.1213.
- Hutchings (2009). “The embedded contact homology index revisited”. CRM Proc. Lecture Notes 49:  263–297. arXiv:0805.1240. Bibcode: 2008arXiv0805.1240H.
- Taubes, Clifford (2007). “The Seiberg-Witten equations and the Weistein conjecture”. Geom. Topol. 11:  2117–2202. arXiv:math/0611007. doi:10.2140/gt.2007.11.2117.
- Piunikhin, Sergey; Salamon, Dietmar; Schwarz, Matthias (1996). “Symplectic Floer–Donaldson theory and quantum cohomology”. Contact and Symplectic Geometry. Cambridge University Press. pp. 171–200. ISBN 0-521-57086-7